# 土肥 (湯河原町)
土肥（どい）は、神奈川県足柄下郡湯河原町の地名。現行行政地名は土肥一丁目から土肥六丁目。

## 地理
湯河原町の南東部に位置している。南に静岡県熱海市と接している。

### 河川
- 千歳川

## 世帯数と人口
2020年（令和2年）10月1日現在（国勢調査）の世帯数と人口（総務省調べ）は以下の通りである。
| 丁目       | 世帯数    | 人口    |
| ---------- | --------- | ------- |
| 土肥一丁目 | 462世帯   | 728人   |
| 土肥二丁目 | 564世帯   | 1,163人 |
| 土肥三丁目 | 204世帯   | 384人   |
| 土肥四丁目 | 585世帯   | 1,076人 |
| 土肥五丁目 | 532世帯   | 1,093人 |
| 土肥六丁目 | 54世帯    | 98人    |
| 計         | 2,401世帯 | 4,542人 |

### 人口の変遷
国勢調査による人口の推移。
| 年                 | 人口  |
| ------------------ | ----- |
| 1995年（平成7年）  | 5,409 |
| 2000年（平成12年） | 5,241 |
| 2005年（平成17年） | 5,213 |
| 2010年（平成22年） | 5,258 |
| 2015年（平成27年） | 4,790 |
| 2020年（令和2年）  | 4,542 |

### 世帯数の変遷
国勢調査による世帯数の推移。
| 年                 | 世帯数 |
| ------------------ | ------ |
| 1995年（平成7年）  | 2,255  |
| 2000年（平成12年） | 2,254  |
| 2005年（平成17年） | 2,309  |
| 2010年（平成22年） | 2,476  |
| 2015年（平成27年） | 2,353  |
| 2020年（令和2年）  | 2,401  |

## 事業所
2021年（令和3年）現在の経済センサス調査による事業所数と従業員数は以下の通りである。
| 丁目       | 事業所数  | 従業員数 |
| ---------- | --------- | -------- |
| 土肥一丁目 | 104事業所 | 608人    |
| 土肥二丁目 | 78事業所  | 443人    |
| 土肥三丁目 | 16事業所  | 245人    |
| 土肥四丁目 | 50事業所  | 493人    |
| 土肥五丁目 | 84事業所  | 440人    |
| 土肥六丁目 | 14事業所  | 43人     |
| 計         | 346事業所 | 2,272人  |

### 事業者数の変遷
経済センサスによる事業所数の推移。
| 年                 | 事業者数 |
| ------------------ | -------- |
| 2016年（平成28年） | 383      |
| 2021年（令和3年）  | 346      |

### 従業員数の変遷
経済センサスによる従業員数の推移。
| 年                 | 従業員数 |
| ------------------ | -------- |
| 2016年（平成28年） | 2,364    |
| 2021年（令和3年）  | 2,272    |

## 交通
- 神奈川県道75号湯河原箱根仙石原線

## 施設
- 湯河原郵便局

## その他

### 日本郵便
- 郵便番号 : 259-0303[3]（集配局 : 湯河原郵便局[12]）。